# Dream a Little Dream of Me
Dream a Little Dream of Me (englisch für „Träume einen kleinen Traum von mir“) ist ein US-amerikanischer Song aus dem Jahr 1931, der erstmals von Ozzie Nelson und seinem Orchester eingespielt wurde. Im Laufe der Zeit wurden über 440 Versionen des Lieds aufgenommen, darunter die kommerziellen Charterfolge von Frankie Laine (1950) und The Mamas & The Papas (1968).

## Entstehung und Veröffentlichung
Der Text zu Dream a Little Dream of Me wurde von Gus Kahn geschrieben, und die Musik wurde von Fabian Andre und Wilbur Schwandt komponiert. Erstmals aufgenommen wurde das Stück am 16. Februar 1931 von Ozzie Nelson und Orchester. Diese Aufnahme erschien über das Musiklabel Brunswick Records als Schellack-Single mit dem weiteren Titel Do I Really Deserve It from You (Katalognummer: 6060). Am 18. Februar desselben Jahres nahmen Wayne King und Orchester das Stück für Victor Records auf; gesungen wurde es von Ernie Burchill. Die bekannteste Aufnahme aus dieser Zeit stammt von Kate Smith. Der Diskograf Tom Lord listet im Juni 2015 insgesamt 157 Coverversionen im Bereich des Jazz, unter anderem von Harry James, Louis Armstrong, Joe Newman, Claude Thornhill, Bing Crosby und Teddy Wilson.

## Coverversionen

### Frankie Laine
Der US-amerikanischer Sänger Frankie Laine nahm 1950 eine Coverversion von Dream a Little Dream of Me auf. Diese erschien bei Mercury Records als B-Seite zu Music, Maestro, Please (Katalognummer: 5458-X45). Obwohl das Stück nur als B-Seite erschien, erreichte es dennoch die US-amerikanischen Singlecharts, wo es sich fünf Wochen halten konnte und mit Rang 23 seine beste Platzierung notierte.
| ChartsChartplatzierungen       | Höchstplatzierung | Wochen |
| ------------------------------ | ----------------- | ------ |
| Vereinigte Staaten (Billboard) | 23 (5 Wo.)        | 5      |

### The Mamas & The Papas

#### Entstehung und Veröffentlichung
Dream a Little Dream wurde unter der Produktion Lou Adlers für das im Mai 1968 erschienene selbstbetitelte Album der US-amerikanischen Band The Mamas and the Papas aufgenommen (Katalognummer: Dunhill DS-50031). Die Gruppe hatte das Lied bereits öfter gesungen, nachdem das Bandmitglied Michelle Phillips es den anderen vorgestellt hatte. Deren Vater war mit Ko-Komponist Fabian Andre befreundet. Mamas-&-Papas-Mitglied Cass Elliot schlug dem Bandleader John Phillips vor, das Lied aufzunehmen. Ebenfalls im Mai 1968 brachte Dunhill Records die Single Dream a Little Dream of Me mit der B-Seite Midnight Voyage heraus (Katalognummer: 45-4145). 
Im Vereinigten Königreich wurde lediglich Mama Cass (Cass Elliot) als Interpretin aufgeführt. 1968 veröffentlichte Mama Cass auch ihr Debütsoloalbum Dream a Little Dream, auf dem die Aufnahme auch zu finden ist (Katalognummer: Dunhill DS-50040). In der US-Presse wurde mit einem Foto für die Single geworben, auf dem eine dezent, aber doch offenkundig nackte Cass Elliot zu sehen ist, die auf einem Bett aus Margeriten liegt.

#### Rezeption
1993 gewann diese Version den RSH-Gold in der Kategorie „Werbesong des Jahres“.
National Public Radio nahm Dream a Little Dream in seine Liste der hundert bedeutendsten amerikanischen musikalischen Werke des 20. Jahrhunderts auf.

#### Kommerzieller Erfolg

##### Chartplatzierungen
Dream a Little Dream of Me avancierte zum Zeitpunkt der Erstveröffentlichung nur im Vereinigten Königreich (Rang 11) und den Vereinigten Staaten (Rang 12) zum Charthit. Nachdem die Aufnahme 1992 in einem Werbespot von C&A eingesetzt worden war, wurde sie auch im deutschsprachigen Raum populärer. So erreichte sie erstmals die Singlecharts in der Schweiz, wo sie mit Rang 22 ihre beste Platzierung verbuchte sowie in Deutschland, wo sie mit Rang fünf zum Top-10-Hit avancierte. In Deutschland wurde es zum fünften und letzten Charthit der Band sowie zum zweiten Top-10-Erfolg nach Monday, Monday (1966).
| ChartsChartplatzierungen       | Höchstplatzierung | Wochen |
| ------------------------------ | ----------------- | ------ |
| Deutschland (GfK)              | 5 (25 Wo.)        | 25     |
| Schweiz (IFPI)                 | 22 (5 Wo.)        | 5      |
| Vereinigte Staaten (Billboard) | 12 (11 Wo.)       | 11     |
| Vereinigtes Königreich (OCC)   | 11 (12 Wo.)       | 12     |

| ChartsJahrescharts (1992) | Platzierung |
| ------------------------- | ----------- |
| Deutschland (GfK)         | 25          |

##### Auszeichnungen für Musikverkäufe
Dream a Little Dream of Me verkaufte sich in der Version der Mamas & Papas weltweit über sieben Millionen Mal, davon sind 1,4 Millionen Einheiten mit Schallplattenauszeichnungen belegt.
| Land/Region                  | Auszeichnungen für Musikverkäufe (Land/Region, Auszeichnung, Verkäufe) | Verkäufe  |
| ---------------------------- | ---------------------------------------------------------------------- | --------- |
| Vereinigte Staaten (RIAA)    | Platin                                                                 | 1.000.000 |
| Vereinigtes Königreich (BPI) | Gold                                                                   | 400.000   |
| Insgesamt                    | 1× Gold · 1× Platin ·                                                  | 1.400.000 |

### Weitere Coverversionen
- 1969: Henry Mancini, Album A Warm Shade of Ivory
- 1969: Mills Brothers
- 1969: Sylvie Vartan auf Italienisch als Nostalgia, auf Französisch als Les Yeux Ouverts
- 1989: Titelsong des Films Dream a Little Dream, zwei Versionen: Solo von Mickey Thomas sowie als Duett von Mickey Thomas mit Mel Tormé
- 1991: Sissel Kyrkjebø, Album Gift of Love
- 1991: Laura Fygi, Album Introducing
- 1994: The Beautiful South, Album Carry On up the Charts, 1995 Filmmusik zu French Kiss
- 1998: Lucie Bílá als Hvězdy jako hvězdy (Sterne wie Sterne) auf dem gleichnamigen Album
- 2000: Silje Nergaard, Album Port of Call.
- 2001: The Beautiful South, Album Solid Bronze. 2006 Filmmusik zu Der Teufel trägt Prada
- 2004: My Morning Jacket, Album Early Recordings: Chapter 2: Learning
- 2004: Anne Murray, Album I’ll Be Seeing You
- 2005: Michael Bublé, Album It’s Time
- 2006: Blind Guardian, Single Another Stranger Me
- 2007: Diana Krall, Album We All Love Ella: Celebrating the First Lady of Song[22]
- 2008: Helen Schneider als Dream a Little Dream auf dem gleichnamigen Album
- 2008: Max Raabe und das Palast Orchester, Album Heute nacht oder nie
- 2013: Robbie Williams und Lily Allen als Dream a Little Dream, Album Swings Both Ways